# ماري آن هوبز
ماري آن هوبز (بالإنجليزية: Mary Anne Hobbs)‏ دي جيه وصحفية بريطانية، ولدت في 16 مايو 1964 في برستون في المملكة المتحدة.

## وصلات خارجية
- ماري آن هوبز على موقع IMDb (الإنجليزية)
- ماري آن هوبز على موقع ميوزك برينز (الإنجليزية)
- ماري آن هوبز على موقع ديسكوغز (الإنجليزية)